# Kradzież ogrodowa
Kradzież ogrodowa – wykroczenie polegające na zabraniu z cudzego ogrodu pewnej ilości owoców, warzyw lub kwiatów.
Zachowanie sprawcy cechuje brak celu osiągnięcia korzyści majątkowej, a sama kradzież podyktowana jest drobną zachcianką sprawcy.
Zabór większej ilości rzeczy z ogrodu traktowany jest jak zwykła kradzież.